# Guillaume de Villaret
Guillaume de Villaret (Nederlands: Willem van Villaret) (gestorven: 1305) was de 24ste grootmeester van de hospitaalridders, een positie die hij bekleedde van 1296 tot zijn dood. Hij werd opgevolgd door zijn neef Foulques de Villaret.

## Biografie
Villaret was aanwezig bij de val van het koninkrijk Jeruzalem in 1291, toen hij Akko verdedigde tegen de mammelukken. In 1296 werd hij verkozen tot de nieuwe grootmeester van de Hospitaalridders. De Villaret had vergevorderde plannen om het hoofdkwartier van de orde te gaan huisvesten in het westen en hield in 1297 een algemene kapittelvergadering in Marseille. Hij verbleef de jaren daarop ook in Frankrijk en stelde in 1300 een nieuwe algemene kapittelvergadering voor, ditmaal in Avignon. Dit leidde tot veel ongenoegen van de leden van de orde die van mening waren dat dit soort vergaderingen in het oosten moesten worden georganiseerd. Bij de vergadering van 1300 werd besloten dat zolang de orde zijn basis op Cyprus had dat de orde haar algemene kapittelvergaderingen in Limasol diende te houden.
Uiteindelijk keerde De Villaret terug naar zijn basis op Cyprus en vanaf daaruit leidde hij twee expedities, in 1300 en 1305, voor het verdedigen van Cilicisch-Armenië tegen de Mammelukken. In 1305 overleed hij en werd hij opgevolgd door Foulques de Villaret.